# Norbert Ohler
Norbert Ohler (* 17. Februar 1935 in Hamm) ist ein deutscher Historiker und Buchautor.

## Leben
Ohler studierte Geschichtswissenschaft, Romanistik und Anglistik an den Universitäten Frankfurt am Main, Freiburg im Breisgau und Grenoble. Von 1967 bis 2000 war er Akademischer Rat bzw. Oberrat am Historischen Seminar der Universität Freiburg, wo er 1973 promoviert wurde.

## Schriften
- Deutschland und die deutsche Frage in der „Revue des deux mondes“. 1905–1940. Ein Beitrag zur Erhellung des französischen Deutschlandbildes. Akademische Verlagsgesellschaft, Frankfurt am Main 1973 (Dissertation, Freiburg im Breisgau, Universität).
- Quantitative Methoden für Historiker. Eine Einführung. Mit einer Einführung in die EDV von Hermann Schäfer. Beck, München 1980.
- Elisabeth von Thüringen. Fürstin im Dienst der Niedrigsten. Muster-Schmidt, Göttingen 1984.
- Reisen im Mittelalter. Artemis, München 1986.
- als Hrsg.: Die Adelhauser Urbare von 1327 und 1423. Stadtarchiv, Freiburg im Breisgau 1988.
- Von Grenzen und Herrschaften. Grundzüge territorialer Entwicklung im deutschen Südwesten. Konkordia, Bühl 1989.
- Sterben und Tod im Mittelalter. Artemis, München 1990.
- Bibliographie ins neuhochdeutsche übersetzter mittelalterlicher Quellen. Unter Berücksichtigung von Schriften des nachbiblischen Judentums, des frühen Christentums und des Neuplatonismus. Harrassowitz, Wiesbaden 1991.
- Pilgerleben im Mittelalter. Zwischen Andacht und Abenteuer. Herder, Freiburg im Breisgau 1994.
- Krieg und Frieden im Mittelalter. Beck, München 1997.
- mit Ursula Huggle: Maße, Gewichte und Münzen. Historische Angaben zum Breisgau und zu angrenzenden Gebieten. Konkordia, Bühl 1998.
- Pilgerstab und Jakobsmuschel. Wallfahrten in Mittelalter und Neuzeit. Artemis und Winkler, Düsseldorf 2000.
- Die Kathedrale. Religion, Politik, Architektur. Eine Kulturgeschichte. Artemis und Winkler, Düsseldorf 2002.
- mit Ursula Huggle: Sachwörterbuch Landwirtschaft. Südwestdeutschland in Geschichte und Gegenwart. Band 1: Grunddaten. Bevölkerung, Landesausbau und Siedlungswesen. Der landwirtschaftliche Betrieb. Abgaben und Dienste. Herder, Freiburg im Breisgau 2006.
- Mönche und Nonnen im Mittelalter. Patmos, Düsseldorf 2008.
- mit Annemarie Ohler: Kinder und Jugendliche in friedloser Zeit. Aus deutscher Geschichte in den Jahren 1939 bis 1949. Aschendorff, Münster 2010.
- mit Annemarie Ohler: Töchter Gottes. Wie Frauen das Christentum prägten. Präsenz, Hünfelden 2012.